# Szlak Stawów Kańskich
Szlak Stawów Kańskich – szlak turystyczny na terenie województwa lubelskiego od dworca PKP w Rejowcu Fabrycznym do Krynicy.
Szlak biegnie m.in. wokół Stawów Kańskich, zespołu 7 stawów rybnych o pow. ok. 140 ha w okolicy miejscowości Kanie. Na tym terenie swoje siedliska mają m.in. łabędzie nieme, perkozy, bociany czarne, kaczki, żółwie błotne.
W skład Stawów Kańskich wchodzą:
- Nowy Staw
- Duży Staw
- Górny Staw
- Kępiaty Staw
- Starszy Pan
- Zakącie
- Barszczowizna

Dostęp do stawów dla turystów jest jednak utrudniony, ponieważ jest to obszar hodowlany z zakazem wstępu. Po terenie leśnym dochodząc docierając do stawów i mokradeł można się poruszać trudno dostępnymi drogami i ścieżkami od strony wsi Krasne.

## Przebieg szlaku
| Punkt                                                                      | Atrakcje                 |
| -------------------------------------------------------------------------- | ------------------------ |
| Dworzec PKP w Rejowcu Fabrycznym                                           | kolej · kościół          |
| Pawłów                                                                     | kościół · muzeum         |
| Pawłowski Obszar Chronionego Krajobrazu wokół stawów do miejscowości Kanie | park                     |
| Liszno                                                                     |                          |
| Czechów Kąt                                                                |                          |
| Żulin                                                                      | kościół                  |
| Krynica                                                                    | zabytek · punkt widokowy |